# Dalfsen
Dalfsen är en stad och kommun i provinsen Overijssel i Nederländerna. Kommunens totala area är 166,52 km² (där 1,42 km² är vatten) och invånarantalet är på 28 901 invånare (2021).